# Ärmhållare

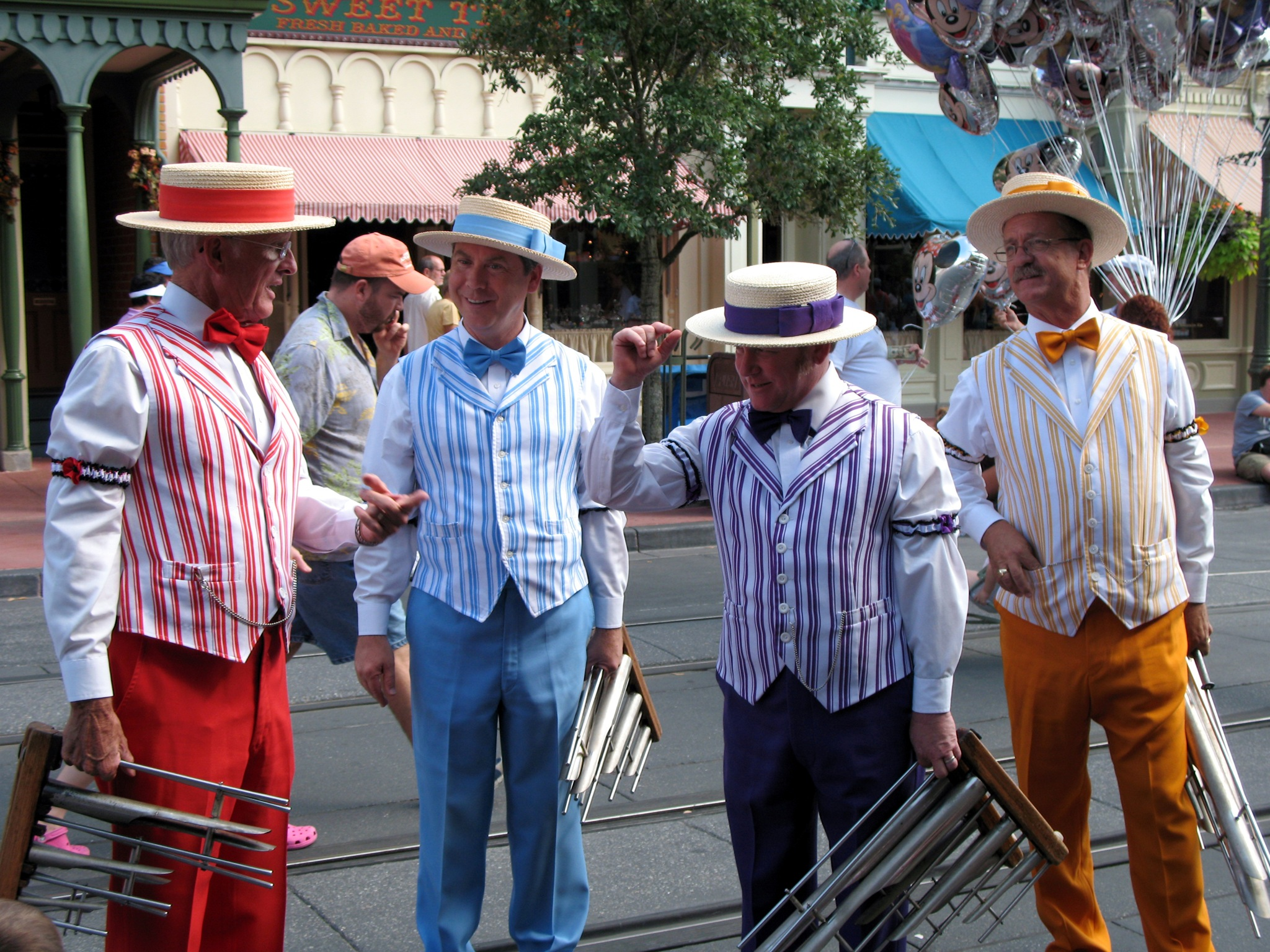
Barbershopsångare på Walt Disney World i skjortor med ärmhållare.

En ärmhållare är en accessoar för att hålla fast ärmarna på en skjorta vid överarmarna. De blev vanliga bland fabriks- och kontorsarbetare på 1800-talet.
Ordet är belagt i svenska språket  sedan 1892.